# Wiley College
Il Wiley College  è una delle più importanti università storicamente afroamericane, si tratta di un liberal arts college. situato nella città di Marshall, stato del Texas, Stati Uniti d'America.

## Storia
Fondata nel 1873 in onore di Isaac T. Wiley, missionario e medico fra i presidenti del college uno dei più importanti fu Isaiah B. Scott (1893-1896), il sesto in ordine cronologico ma il primo ad essere nero. Un altro molto importante fu Matthew Winfred Dogan Senior (1896-1942) in quanto nel suo mandato vi furono alcuni fra gli alunni più celebri del college:James Leonard Farmer (senior) e Melvin Beaunorus Tolson. Il secondo fu celebre in quanto organizzò con alcuni alunni una serie di dibattiti con altri college (non potevano competere ufficialmente ai neri a quel tempo non era permesso) ottenendo una celebre vittoria contro la quotatissima università dello stato della California, composta da soli bianchi.

## Nella cultura di massa
Ambientato in questo college il film The Great Debaters, dove il premio oscar Denzel Washington interpretava il professore Melvin Tolson, mentre un altro premio Oscar, Forest Whitaker interpretava James Farmer Senior.